# 羅烏坦群島

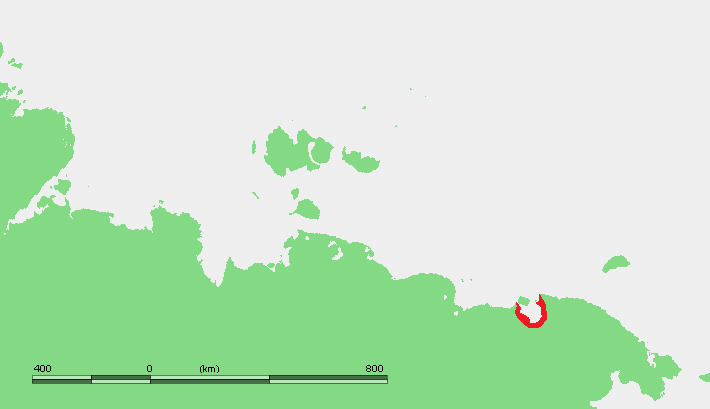

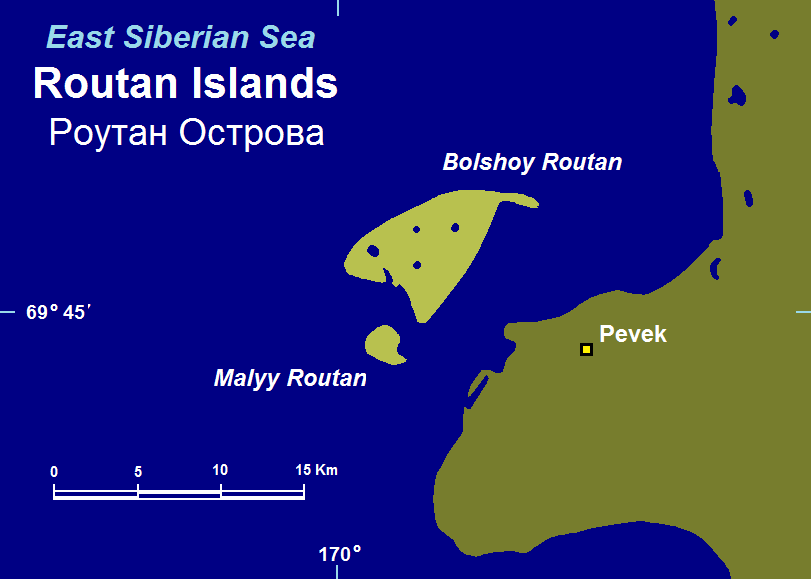

羅烏坦群島是俄羅斯的群島，位於東西伯利亞海的恰翁灣東部，由楚科奇自治區負責管轄，距離佩韋克僅5公里，最高點海拔高度76米。

## 外部連結
- （页面存档备份，存于）
- Geographic information